# Affaire de la Jeunesse toulonnaise
 (août 2016).
Si vous disposez d'ouvrages ou d'articles de référence ou si vous connaissez des sites web de qualité traitant du thème abordé ici, merci de compléter l'article en donnant les références utiles à sa vérifiabilité et en les liant à la section « Notes et références ».
L’affaire de la Jeunesse toulonnaise concerne l'attribution au milieu des années 1990 d'un emploi fictif à un militant du Front national, Christian Serretta (qui fut renvoyé au bout d'un an par le directeur général de l'association Gilbert Péréa), sous les ordres de Jean-Marie Le Chevallier, alors maire de Toulon, pour un montant total de 289 000 francs (44 057,77 euros).

## Présentation
En 1997, le militant du Front national Christian Serretta, adjoint aux sports de la précédente municipalité de droite, se voit offrir le poste de directeur général adjoint de la « Jeunesse toulonnaise », association ayant remporté le contrat de service public sur l’encadrement de l’enfance et la jeunesse. 
L’association « Jeunesse toulonnaise » est l’héritière du « CLAS » (centre de loisirs et d'animation scolaire) fondé en 1983 par des personnalités politiques de l’UDF. En février 1996, la nouvelle majorité à la mairie de Toulon décide de supprimer le CLAS et de le remplacer par Jeunesse enfance toulonnaise (JET), présidé par Cendrine Le Chevallier, épouse de Jean-Marie Le Chevallier et adjointe chargée de la jeunesse, qui veut en faire un pôle culturel de la jeunesse. En juin 1996, elle doit finalement quitter le conseil d’administration pour ne pas risquer d'être poursuivie comme « comptable de fait », l'association étant principalement financée grâce à des  subventions municipales.
Christian Serretta est renvoyé au bout d'un an par le directeur général de l'association Gilbert Péréa.
Le 4 mars 1999, le Tribunal de grande instance prononce la liquidation judiciaire de l’association Jeunesse toulonnaise, car le maire de Toulon refuse d’honorer les clauses du marché public pourtant voté par le conseil municipal, laissant ainsi un manque à percevoir pour l’association de 6 millions de francs (environ 915 000 euros). Malgré la persistance du maire de Toulon, pendant dix ans, à ne pas régler la dette, la ville de Toulon est condamnée le 23 décembre 2010 à payer au mandataire financier de l’association Jeunesse toulonnaise, avec les intérêts de retard, 2,148 millions d’euros.

## Procès
En décembre 2000, le procureur adjoint du tribunal correctionnel de Toulon requiert deux ans de prison avec sursis, deux ans d’inéligibilité et 100 000 francs d’amende contre Jean-Marie Le Chevallier, la même peine (sans l'amende) contre son épouse, et treize mois de prison avec sursis contre  Christian Serretta mais également contre Gilbert Péréa, l'ancien directeur de l'association.
Le 19 janvier 2001, Christian Serretta est condamné à huit mois de prison avec sursis pour emploi fictif. Il en est de même pour Gilbert Péréa.
Jean-Marie Le Chevallier, quant à lui, est condamné à un an de prison avec sursis, à un an d'inéligibilité, à 100 000 francs (15 000 euros) d'amende pour détournement de fonds publics et complicité d'abus de confiance, et à rembourser, avec son épouse, le montant des salaires fictifs versés, qualifié de « préjudice subi », soit 44 000 euros. Le maire décide de faire appel.